# Pro Patria et Libertate Sezione Calcio 1968-1969
Questa voce raccoglie le informazioni riguardanti la Pro Patria et Libertate Sezione Calcio nelle competizioni ufficiali della stagione 1968-1969.

## Stagione
Nella stagione 1968-69 la Pro Patria ha disputato il girone A del campionato di Serie C, concluso al tredicesimo posto con 35 punti. Il campionato è stato vinto dal Piacenza con 55 punti che è tornato in Serie B, al secondo posto la Triestina con 49 punti. Retrocedono in Serie D la Cremonese che perde lo spareggio salvezza con il Marzotto di Valdagno, l'Asti ed il Rapallo.
Si continua il rapporto con Carlo Regalia che dalla panchina conduce nuovamente la truppa dei tigrotti. Lasciano Busto Arsizio alcune colonne biancoblù, quali Mario Manera, Camillo Baffi e Mario Ferraguti, mentre arriva dal Casale il mediano Luciano Bruno, vengono promossi in prima squadra tre giovani di belle speranze del vivaio bustocco, la mezz'ala Luciano Re Cecconi che tra alcuni anni vincerà uno scudetto con la Lazio, l'ala destra Alessandro Turini, ed il centravanti-ala sinistra Michele Solbiati che con 16 reti risulta il miglior marcatore stagionale dei tigrotti. L'avvio del campionato è discreto, ma poi alla lunga si paga la giovane età della squadra biancoblù e si naviga per tutto il torneo, dominato dal Piacenza, a centro classifica, senza però mai correre seri rischi di compromettere la stagione.

## Rosa
| N. |                   | Ruolo | Calciatore              |
| -- | ----------------- | ----- | ----------------------- |
|    | Italia (bandiera) | D     | Sergio Aspesi           |
|    | Italia (bandiera) | A     | Gianfrancesco Blondelli |
|    | Italia (bandiera) | C     | Luciano Bruno           |
|    | Italia (bandiera) | D     | Adriano Casero          |
|    | Italia (bandiera) | P     | Romano Cazzaniga        |
|    | Italia (bandiera) | A     | Carlo Ceccotti          |
|    | Italia (bandiera) | P     | Paolo Chilemi           |
|    | Italia (bandiera) | D     | Pasquale Croci          |
|    | Italia (bandiera) | D     | Sergio Croci            |
|    | Italia (bandiera) | C     | Angelo Denti            |

| N. |                   | Ruolo | Calciatore           |
| -- | ----------------- | ----- | -------------------- |
|    | Italia (bandiera) | A     | Silvano Galli        |
|    | Italia (bandiera) | C     | Giorgio Gambazza     |
|    | Italia (bandiera) | C     | Pasquale Lombardi    |
|    | Italia (bandiera) | A     | Angelo Oliva         |
|    | Italia (bandiera) | C     | Luciano Re Cecconi   |
|    | Italia (bandiera) | C     | Gian Luigi Rimoldi   |
|    | Italia (bandiera) | C     | Angelo Sala          |
|    | Italia (bandiera) | A     | Michele Solbiati     |
|    | Italia (bandiera) | D     | Giuseppe Taglioretti |
|    | Italia (bandiera) | A     | Alessandro Turini    |

## Risultati

### Serie C girone A

#### Girone di andata
| Arbitro: | Menegali (Roma) |

|                          |           |              |
| Di Cristofaro 67’ (rig.) | Marcatori | 86’ Solbiati |

| Arbitro: | Marchetti (Vicenza) |

|                                  |           |             |
| Gambazza 61’ (rig.) Solbiati 88’ | Marcatori | 24’ Girelli |

| Treviso 29 settembre 1968 3ª giornata | Treviso          | 0 – 0 | Pro Patria | Stadio Omobono Tenni\| Arbitro: \| Scolari (Verona) \| |
| Arbitro:                              | Scolari (Verona) |       |            |                                                        |

| Busto Arsizio 6 ottobre 1968 4ª giornata | Pro Patria          | 0 – 0 | Cremonese | Stadio Comunale\| Arbitro: \| Lattanzi (Macerata) \| |
| Arbitro:                                 | Lattanzi (Macerata) |       |           |                                                      |

| Arbitro: | Boscolo (Venezia) |

|  |           |             |
|  | Marcatori | 8’ Ceccotti |

| Arbitro: | Rodomonte (Teramo) |

|              |           |  |
| Gambazza 10’ | Marcatori |  |

| Novara 27 ottobre 1968 7ª giornata | Novara       | 0 – 0 | Pro Patria | Stadio Comunale\| Arbitro: \| Bravi (Roma) \| |
| Arbitro:                           | Bravi (Roma) |       |            |                                               |

| Arbitro: | Ghirardello (Merano) |

|              |           |  |
| Solbiati 40’ | Marcatori |  |

| Arbitro: | Crista (Livorno) |

|                              |           |  |
| Bellinazzi 27’ Fregonese 44’ | Marcatori |  |

| Arbitro: | Reggiani (Bologna) |

|                                    |           |  |
| Oliva 14’ Solbiati 46’ Rimoldi 92’ | Marcatori |  |

| Arbitro: | Boscolo (Venezia) |

|              |           |  |
| Costanzo 60’ | Marcatori |  |

| Arbitro: | Cantelli (Firenze) |

|  |           |                                       |
|  | Marcatori | 31’ Chinellato 56’, 72’, 83’ Lojacono |

| Arbitro: | Moretto (San Donà di Piave) |

|                                  |           |            |
| Pestrin 9’ Mola 15’ Fracassa 34’ | Marcatori | 78’ Turini |

| Arbitro: | Monforte (Palermo) |

|                                             |           |  |
| Turini 44’ Lombardi 79’ (rig.) Solbiati 89’ | Marcatori |  |

| Arbitro: | Sgherri (Grosseto) |

|                               |           |  |
| Ceccotti 1’, 90’ Solbiati 55’ | Marcatori |  |

| Arbitro: | Beretta (milano) |

|           |           |  |
| Longo 40’ | Marcatori |  |

| Arbitro: | Gialluisi (Barletta) |

|              |           |                           |
| Solbiati 42’ | Marcatori | 45’ Blasig 90’ Mantellato |

| Arbitro: | Frasso (Capua) |

|                     |           |              |
| Ronchi 49’ Gira 55’ | Marcatori | 19’ Solbiati |

| Arbitro: | Ferro (Finale Ligure) |

|                                                 |           |                                                  |
| Solbiati 19’, 34’, 89’ Oliva 48’, 50’ Denti 75’ | Marcatori | 56’ Zancopè 76’ Fumagalli 81’ (rig.) Veglianetti |

#### Girone di ritorno
| Arbitro: | Pfiffner (Torino) |

|                           |           |                        |
| Solbiati 28’ Ceccotti 58’ | Marcatori | 19’ (aut.) Taglioretti |

| Arbitro: | Tabanelli (Ravenna) |

|                     |           |  |
| Margnini 50’ (rig.) | Marcatori |  |

| Arbitro: | Levrero (Genova) |

|            |           |                 |
| Turini 35’ | Marcatori | 79’ Magistrelli |

| Arbitro: | D'Amico (Loreto) |

|                                   |           |  |
| Maggioni 35’ (rig.) Donadelli 74’ | Marcatori |  |

| Busto Arsizio 2 marzo 1969 24ª giornata | Pro Patria         | 0 – 0 | Legnano | Stadio Comunale\| Arbitro: \| Pesciarelli (Roma) \| |
| Arbitro:                                | Pesciarelli (Roma) |       |         |                                                     |

| Voghera 9 marzo 1969 25ª giornata | Rapallo Ruentes     | 0 – 0 | Pro Patria | Stadio Comunale\| Arbitro: \| Vannucchi (Bologna) \| |
| Arbitro:                          | Vannucchi (Bologna) |       |            |                                                      |

| Arbitro: | Monforte (Palermo) |

|              |           |  |
| Solbiati 70’ | Marcatori |  |

| Arbitro: | Clerico (Chiavari) |

|           |           |                     |
| Zanon 34’ | Marcatori | 86’ (rig.) Gambazza |

| Arbitro: | Cespites (Lanciano) |

|               |           |               |
| Blondelli 26’ | Marcatori | 1’ Bellinazzi |

| Arbitro: | Chiapponi (Livorno) |

|                        |           |                             |
| Pandolfi 11’, 16’, 36’ | Marcatori | 10’ Oliva 61’, 80’ Solbiati |

| Busto Arsizio 20 aprile 1969 30ª giornata | Pro Patria          | 0 – 0 | Biellese | Stadio Comunale\| Arbitro: \| Messinese (Taranto) \| |
| Arbitro:                                  | Messinese (Taranto) |       |          |                                                      |

| Arbitro: | Magnani (Firenze) |

|                     |           |           |
| Lojacono 28’ (rig.) | Marcatori | 42’ Oliva |

| Arbitro: | Casarin (Milano) |

|              |           |  |
| Solbiati 65’ | Marcatori |  |

| Arbitro: | Chiapponi (Livorno) |

|                           |           |  |
| Del Piccolo 23’ Scala 75’ | Marcatori |  |

| Arbitro: | Lattanzi (Macerata) |

|                                  |           |  |
| Mian 56’ Baccari 60’ (rig.), 78’ | Marcatori |  |

| Arbitro: | Lavetti (Bergamo) |

|  |           |                               |
|  | Marcatori | 20’ Del Barba 67’ Dalle Crode |

| Arbitro: | Oca (Bologna) |

|                                   |           |           |
| Franzot 1’ Blasig 69’ Calisti 81’ | Marcatori | 25’ Oliva |

| Arbitro: | Gastaldi (Pavia) |

|                         |           |                                  |
| Casero 27’ Gambazza 46’ | Marcatori | 12’ (aut.) S Croci 65’ Locatelli |

| Arbitro: | Levrero (Genova) |

|             |           |  |
| Filippi 20’ | Marcatori |  |